# Microtus thomasi
Microtus thomasi és una espècie de talpó que es troba a Bòsnia i Hercegovina, Grècia, Macedònia, Montenegro, Albània i Sèrbia.
Fou anomenat en honor de l'eminent mastòleg britànic Oldfield Thomas.